# Недосегаемите (филм, 1987)
Вижте пояснителната страница за други значения на Недосегаемите.
„Недосегаемите“ (на английски: The Untouchables) е американски филм от 1987 година. Шон Конъри е носител на Оскар за второстепенна мъжка роля в този филм. Представлява криминална драма на базата на телевизионна поредица от 1959 година и се разказва за акцията, която вкарва Ал Капоне в затвора. Режисьор на филма е Брайън Де Палма. Филмът се приема много добре от критиката и става хит.

## В България
На 27 май 1996 г. филмът е издаден на VHS от Александра Видео с български субтитри.
На 4 октомври 2009 г. филмът е излъчен по Диема с български дублаж за телевизията. Екипът се състои от:
| Пост                | Име                                                                                                |
| ------------------- | -------------------------------------------------------------------------------------------------- |
| Озвучаващи артисти  | Даниела Йорданова Силви Стоицов Георги Георгиев-Гого Николай Николов Христо Узунов Димитър Иванчев |
| Преводач            | Саша Добрева                                                                                       |
| Тонрежисьор         | Стефан Дучев                                                                                       |
| Режисьор на дублажа | Димитър Кръстев                                                                                    |